# 勝田市
勝田市（かつたし）は、かつて茨城県県央地域に存在した市。1994年11月1日に那珂湊市と合併し、ひたちなか市となった。

## 地理
- 現在のひたちなか市の南東部を除く大部分を占めていた。
- 市は太平洋に面している。
- 那珂川の北岸に位置する。

### 隣接していた自治体
- 茨城県
  - 水戸市
  - 那珂湊市
  - 那珂郡那珂町
  - 那珂郡東海村

## 歴史
平安時代後期には吉田郡の一部に属し、吉田神社（水戸市）の社領であったことから常陸大掾系吉田氏の勢力が及んでいたほか、鹿島神宮領もあった。また、この頃には新羅三郎義光が常陸へ進出したため源氏の勢力が及び、義光の子義清は那珂郡武田郷へ、義業が久慈郡佐竹郷（常陸太田市）へそれぞれ土着した。このような諸勢力の乱立状態のなか義清・清光親子は一族と対立し甲斐国（山梨県）へ配流され、甲斐では巨摩郡市河荘を基盤に勢力を拡大し甲斐源氏の祖となった。

### 沿革
- 1897年（明治30年） 2月25日 - 日本鉄道磐城線（現・常磐線）の水戸 - 平（現・いわき）間が開業。
- 1940年（昭和15年）4月29日 - 勝田村・中野村・川田村が合併し、勝田町が発足[1]。
- 1954年（昭和29年）
  - 3月30日 - 前渡村の一部（馬渡・長砂・足崎）を編入。（残部は那珂湊町へ編入）
  - 11月1日 - 佐野村を編入し市制施行、勝田市となる。
- 1989年（平成元年）3月1日 - 那珂郡那珂町と境界変更。
- 1990年（平成2年）
  - 3月1日 - 那珂郡那珂町の一部を編入（境界変更）。同日、那珂郡東海村の一部も編入（境界変更）。
  - 12月1日 - 一部を那珂郡那珂町に編入（境界変更）。
- 1991年（平成3年）10月5日 - 国営ひたち海浜公園が一部 (70ha) 開園。
- 1991年（平成3年）11月23日 - 新住居表示区域として、笹野町1丁目〜3丁目（旧大字中根の一部）、はしかべ1丁目（旧大字東石川の一部）を設定[2]。
- 1992年（平成4年）11月 - 新住居表示区域として、堂端1丁目〜2丁目（旧大字東石川の一部）、西大島1丁目〜3丁目（旧大字東石川の一部）、太平1丁目（旧大字勝倉）を設定[3]。
- 1993年（平成5年）9月25日 - 土地区画整理事業に伴う新住居表示区域として、外野1丁目〜2丁目（旧東大島、大字東石川の各一部）を設定[4]。
- 1994年（平成6年）11月1日 - 那珂湊市と合併しひたちなか市となる。

### 行政区域変遷
※細かい境界の変遷は省略
- 変遷の年表

| 勝田市市域の変遷（年表） | 勝田市市域の変遷（年表） | 勝田市市域の変遷（年表） |
| 年                       | 月日                     | 旧勝田市市域に関連する行政区域変遷 |
| ------------------------ | ------------------------ | --- |
| 1889年（明治22年）       | 4月1日                   | 町村制施行により、以下の村がそれぞれ成立。 - 勝田村 ← 三反田村・勝倉村・金上村・武田村 - 中野村 ← 柳沢村・部田野村・中根村・東石川村 - 川田村 ← 堀口村・市毛村・枝川村・津田村 - 前渡村 ← 馬渡村・長砂村・足崎村・前浜村 - 佐野村 ← 田彦村・稲田村・佐和村・高場村・高野村 |
| 1940年（昭和15年）       | 4月29日                  | 勝田村・中野村・川田村が合併し、勝田町が発足。 |
| 1954年（昭和29年）       | 3月30日                  | 前渡村の一部（馬渡・長砂・足崎）は勝田町に編入。 |
| 1954年（昭和29年）       | 11月1日                  | 佐野村は勝田町に編入し - 同日、勝田町は市制施行し勝田市となる。 |
| 1994年（平成6年）        | 11月1日                  | 勝田市は那珂湊市と合併しひたちなか市が発足。勝田市は消滅。 |

- 変遷表

| 勝田市市域の変遷（※細かい境界の変遷は省略） | 勝田市市域の変遷（※細かい境界の変遷は省略） | 勝田市市域の変遷（※細かい境界の変遷は省略） | 勝田市市域の変遷（※細かい境界の変遷は省略） | 勝田市市域の変遷（※細かい境界の変遷は省略） | 勝田市市域の変遷（※細かい境界の変遷は省略）         | 勝田市市域の変遷（※細かい境界の変遷は省略） | 勝田市市域の変遷（※細かい境界の変遷は省略） |
| 1868年 以前                                 | 1868年 以前                                 | 明治元年 - 明治22年                         | 明治22年 4月1日                             | 明治22年 - 昭和19年                         | 昭和20年 - 昭和64年                                 | 平成1年 - 現在                              | 現在                                        |
| ------------------------------------------- | ------------------------------------------- | ------------------------------------------- | ------------------------------------------- | ------------------------------------------- | --------------------------------------------------- | ------------------------------------------- | ------------------------------------------- |
|                                             | 勝倉村                                      | 勝倉村                                      | 勝田村                                      | 昭和15年4月29日 勝田町                      | 昭和29年11月1日 市制                                | 平成6年11月1日 ひたちなか市                 | ひたちなか市                                |
|                                             | 武田村                                      |                                             | 勝田村                                      | 昭和15年4月29日 勝田町                      | 昭和29年11月1日 市制                                | 平成6年11月1日 ひたちなか市                 | ひたちなか市                                |
|                                             | 三反田村                                    | 明治19年 三反田村                           | 勝田村                                      | 昭和15年4月29日 勝田町                      | 昭和29年11月1日 市制                                | 平成6年11月1日 ひたちなか市                 | ひたちなか市                                |
|                                             | 六ヶ新田 の一部                             | 明治19年 三反田村                           | 勝田村                                      | 昭和15年4月29日 勝田町                      | 昭和29年11月1日 市制                                | 平成6年11月1日 ひたちなか市                 | ひたちなか市                                |
|                                             | 明治19年 金上村                             |                                             | 勝田村                                      | 昭和15年4月29日 勝田町                      | 昭和29年11月1日 市制                                | 平成6年11月1日 ひたちなか市                 | ひたちなか市                                |
|                                             | 金上村                                      |                                             | 勝田村                                      | 昭和15年4月29日 勝田町                      | 昭和29年11月1日 市制                                | 平成6年11月1日 ひたちなか市                 | ひたちなか市                                |
|                                             | 東石川村                                    | 東石川村                                    | 中野村                                      | 昭和15年4月29日 勝田町                      | 昭和29年11月1日 市制                                | 平成6年11月1日 ひたちなか市                 | ひたちなか市                                |
|                                             | 柳沢村                                      |                                             | 中野村                                      | 昭和15年4月29日 勝田町                      | 昭和29年11月1日 市制                                | 平成6年11月1日 ひたちなか市                 | ひたちなか市                                |
|                                             | 部田野村                                    | 明治19年 部田野村                           | 中野村                                      | 昭和15年4月29日 勝田町                      | 昭和29年11月1日 市制                                | 平成6年11月1日 ひたちなか市                 | ひたちなか市                                |
|                                             | 六ヶ新田 の一部                             | 明治19年 部田野村                           | 中野村                                      | 昭和15年4月29日 勝田町                      | 昭和29年11月1日 市制                                | 平成6年11月1日 ひたちなか市                 | ひたちなか市                                |
|                                             | 明治19年 中根村                             |                                             | 中野村                                      | 昭和15年4月29日 勝田町                      | 昭和29年11月1日 市制                                | 平成6年11月1日 ひたちなか市                 | ひたちなか市                                |
|                                             | 中根村                                      |                                             | 中野村                                      | 昭和15年4月29日 勝田町                      | 昭和29年11月1日 市制                                | 平成6年11月1日 ひたちなか市                 | ひたちなか市                                |
|                                             | 堀口村                                      | 堀口村                                      | 川田村                                      | 昭和15年4月29日 勝田町                      | 昭和29年11月1日 市制                                | 平成6年11月1日 ひたちなか市                 | ひたちなか市                                |
|                                             | 枝川村                                      |                                             | 川田村                                      | 昭和15年4月29日 勝田町                      | 昭和29年11月1日 市制                                | 平成6年11月1日 ひたちなか市                 | ひたちなか市                                |
|                                             | 津田村                                      |                                             | 川田村                                      | 昭和15年4月29日 勝田町                      | 昭和29年11月1日 市制                                | 平成6年11月1日 ひたちなか市                 | ひたちなか市                                |
|                                             | 市毛村                                      |                                             | 川田村                                      | 昭和15年4月29日 勝田町                      | 昭和29年11月1日 市制                                | 平成6年11月1日 ひたちなか市                 | ひたちなか市                                |
|                                             | 田彦村                                      | 田彦村                                      | 佐野村                                      | 佐野村                                      | 昭和29年11月1日 勝田町に編入                        | 平成6年11月1日 ひたちなか市                 | ひたちなか市                                |
|                                             | 稲田村                                      |                                             | 佐野村                                      | 佐野村                                      | 昭和29年11月1日 勝田町に編入                        | 平成6年11月1日 ひたちなか市                 | ひたちなか市                                |
|                                             | 佐和村                                      |                                             | 佐野村                                      | 佐野村                                      | 昭和29年11月1日 勝田町に編入                        | 平成6年11月1日 ひたちなか市                 | ひたちなか市                                |
|                                             | 高場村                                      |                                             | 佐野村                                      | 佐野村                                      | 昭和29年11月1日 勝田町に編入                        | 平成6年11月1日 ひたちなか市                 | ひたちなか市                                |
|                                             | 高野村                                      |                                             | 佐野村                                      | 佐野村                                      | 昭和29年11月1日 勝田町に編入                        | 平成6年11月1日 ひたちなか市                 | ひたちなか市                                |
|                                             | 足崎村                                      | 足崎村                                      | 前渡村                                      | 前渡村                                      | 昭和29年3月30日 勝田町に編入                        | 平成6年11月1日 ひたちなか市                 | ひたちなか市                                |
|                                             | 長砂村                                      |                                             | 前渡村                                      | 前渡村                                      | 昭和29年3月30日 勝田町に編入                        | 平成6年11月1日 ひたちなか市                 | ひたちなか市                                |
|                                             | 馬渡村                                      | 馬渡村                                      | 前渡村                                      | 前渡村                                      | 昭和29年3月30日 勝田町に編入                        | 平成6年11月1日 ひたちなか市                 | ひたちなか市                                |
|                                             | 六ヶ新田 の一部                             | 馬渡村                                      | 前渡村                                      | 前渡村                                      | 昭和29年3月30日 勝田町に編入                        | 平成6年11月1日 ひたちなか市                 | ひたちなか市                                |
|                                             | 前浜村                                      | 前浜村                                      | 前渡村                                      | 前渡村                                      | 昭和29年3月30日 那珂湊町に編入 昭和29年3月31日 市制 | 平成6年11月1日 ひたちなか市                 | ひたちなか市                                |

## 行政

### 歴代市長
特記なき場合『日本の歴代市長 : 市制施行百年の歩み』などによる。
| 代 | 氏名     | 就任                       | 退任                       | 備考       |
| -- | -------- | -------------------------- | -------------------------- | ---------- |
| 1  | 安義男   | 1954年（昭和29年）11月1日  | 1966年（昭和41年）12月22日 | 旧勝田町長 |
| 2  | 川又敏雄 | 1966年（昭和41年）12月23日 | 1982年（昭和57年）12月22日 |            |
| 3  | 清水曻   | 1982年（昭和57年）12月23日 | 1994年（平成6年）11月1日   | 廃止       |

## 教育

### 高等専門学校
- 国立茨城工業高等専門学校

### 高等学校
- 茨城県立勝田高等学校
- 茨城県立勝田工業高等学校
- 茨城県立佐和高等学校

### 図書館
- 勝田市立図書館

## 交通

### 道路
- 一般国道
  - 国道6号（陸前浜街道）
  - 国道245号
- 都道府県道 
  - 茨城県道31号瓜連馬渡線
  - 茨城県道38号那珂湊那珂線
  - 茨城県道63号水戸勝田那珂湊線
  - 茨城県道108号那珂湊大洗線
  - 茨城県道172号額田南郷田彦線
  - 茨城県道232号市毛水戸線
  - 茨城県道247号常陸海浜公園線
  - 茨城県道253号水戸枝川線
  - 茨城県道283号勝田停車場線
  - 茨城県道284号豊岡佐和停車場線
  - 茨城県道351号馬渡水戸線

### 鉄道
- 東日本旅客鉄道
  - ■常磐線
    - 勝田駅 - 佐和駅

  - ■水郡線
    - 常陸青柳駅 - 常陸津田駅
- 茨城交通（ → ひたちなか海浜鉄道）
  - ■湊線
    - 勝田駅 - 日工前駅 - 金上駅 - 中根駅

## 商業
- 市内の商業施設
  - 長崎屋勝田店（石川町1-1）